# محمد عبد الرحمن (لاعب كرة قدم مواليد 1985)
محمد عبد الرحمن، لاعب كرة قدم تشادي يلعب حالياً كلاعب مقيم ويحمل جواز قطري .
لعب سابقاً مع نادي الخريطيات والنادي العربي .

## روابط خارجية
- محمد عبد الرحمن على موقع Soccerway.com (الإنجليزية)